# Mont Tàber
El Mont Tàber és un turó situat al barri Gòtic de Barcelona, a 16,9 m sobre el nivell del mar, i que acollí el primer assentament romà de la nova Bàrcino. És difícil de percebre per les edificacions de la ciutat, però el pendent d'alguns carrers permet notar la diferència de cota entre la ciutat romana, situada sobre el turó, i els terrenys més baixos del voltant com ara la baixada de la Llibreteria, la baixada de Santa Eulàlia o les escales del pla de la Catedral. El seu cim està assenyalat per una pedra de molí al carrer Paradís, davant de la seu del Centre Excursionista de Catalunya. Dins d'aquest edifici també es troben les columnes que es conserven del temple d'August, vestigi de Bàrcino. No obstant l'aparença romana, es tracta d'un topònim modern, documentat per primera vegada a l'edat mitjana i transportat del bíblic Mont Tabor.

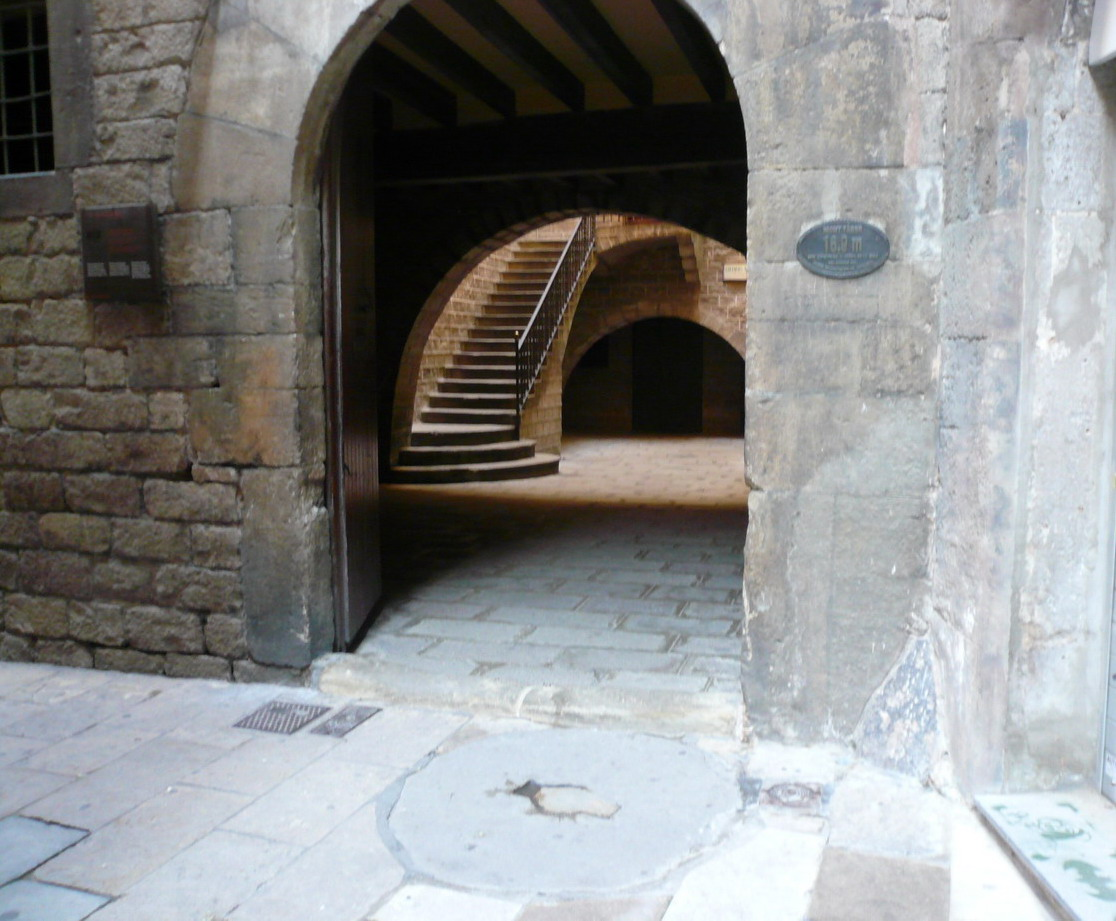
La mola que assenyala el cim